# Autoroute A48 (France)

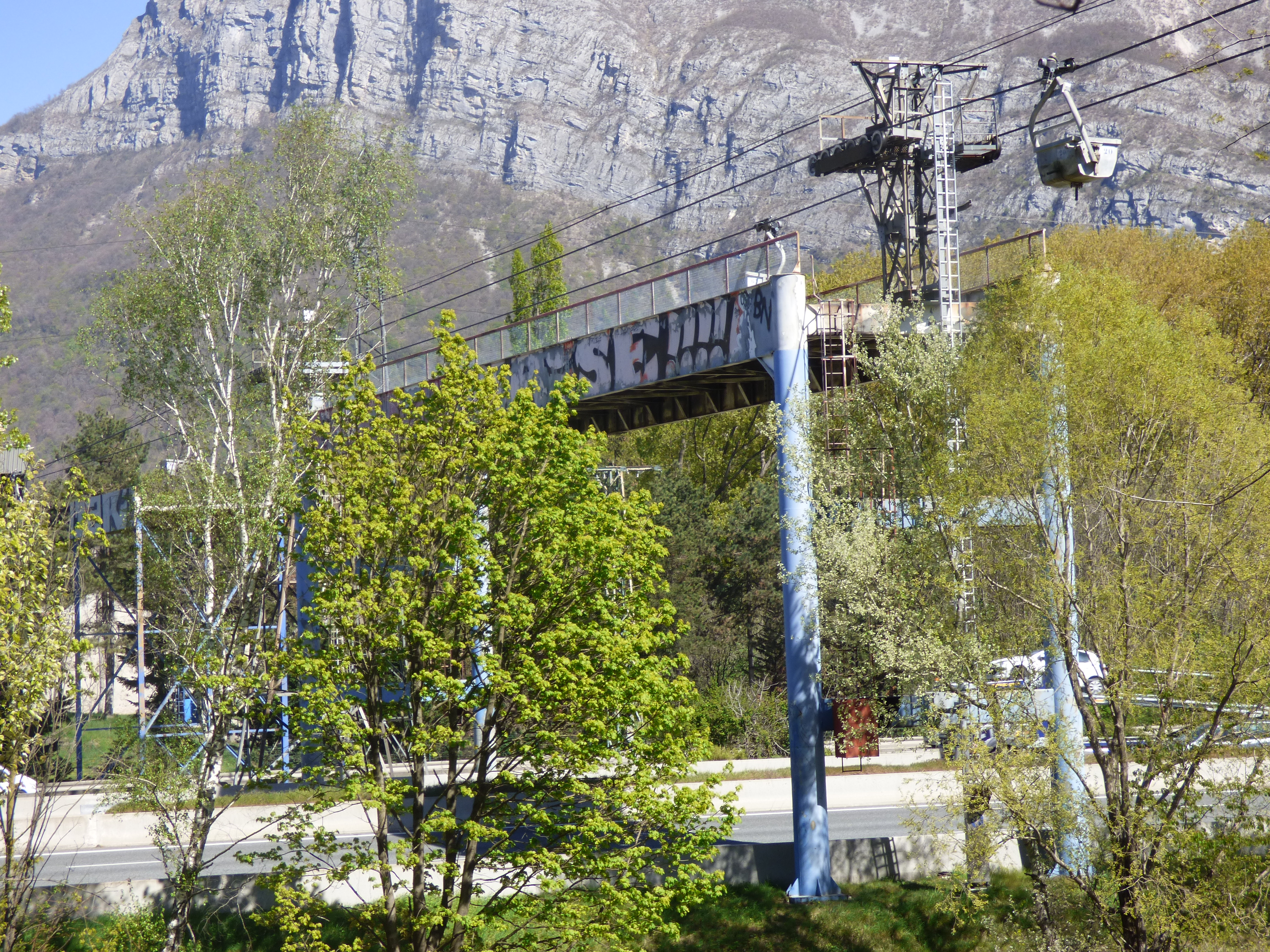
Un téléphérique industriel franchit l'A48 à hauteur de Saint-Égrève

Pour les articles homonymes, voir A48.
L'autoroute A48 est une autoroute permettant la liaison de Lyon à Grenoble. Elle se connecte à l'A43 au niveau de Coiranne (Bourgoin-Jallieu) et se termine à Saint-Égrève à proximité du centre de Grenoble au niveau de l'échangeur avec l'A480. Elle est surnommée « l'Autoroute du Dauphiné ». Elle est concédée à l'AREA.

## Caractéristiques
- 2 × 2 voies avec des voies véhicules lents supplémentaires dans certaines montées (env. 9 km) ;
- 2 × 3 voies entre l'A49 et A480 (10 km) ;
- 51 kilomètres de longueur ;
- 2 aires de service et 6 aires de repos.

### La voie spécialisée partagée
Une Voie Spécialisée Partagée (VSP) est aménagée entre l'entrée de Voreppe (sortie 12) et la sortie Grenoble-Gares (sortie 16, maintenant sur la N481). Cette voie, prise sur la bande d'arrêt d'urgence, est ouverte dynamiquement à la circulation des bus lorsque la circulation est trop ralentie sur les voies normales (vitesse inférieure à 50 km/h). Elle permet de maintenir de bonnes performances pour les transports en commun quelles que soient les conditions de circulation. La VSP a été mise en service progressivement entre 2004 et 2014.

## Historique
- 1967 : ouverture de la section entre La Bastille (sortie Grenoble Centre) et Pont-de-Veurey|Voreppe pour les Jeux olympiques de Grenoble. 2 × 3 voies entre l'embranchement de l'A480 et la cimenterie Vicat de Saint-Égrève, le reste en 2 × 2 voies.

Accès gratuit.
- 1971 : mise en service du demi-diffuseur de Saint-Égrève-nord en direction de Grenoble (en 2 × 3 voies).
- 1975 : ouverture de la section entre le Pont-de-Veurey et l'A43 à Coiranne, sous concession de l'AREA. Section payante. L'AREA récupère aussi la concession entre le Pont-de-Veurey et la sortie Saint-Égrève-Nord, section qui reste gratuite.
- 1975 : ouverture de la sortie de Z.I. de Saint-Martin-le-Vinoux depuis Grenoble.
- 1982 : le diffuseur de Saint-Égrève-nord est complété en direction de Lyon.
- 1989 : passage en 2 × 3 voies entre Saint-Égrève-nord et le Pont-de-Veurey.
- 1991 : ouverture de l'entrée depuis la Z.I. de Saint-Martin-le-Vinoux vers Grenoble. Ouverture du demi-diffuseur du Pont d'Oxford en direction de Lyon.
- 1993 : ouverture du diffuseur de Voiron.
- 2011 : pour la réalisation de la ligne E du tram qui nécessite de réduire la largeur de la chaussée, la section entre l'échangeur de l'A480 et la Porte de France à Grenoble a été déclassée le 23 février 2011 et a été reclassée dans le domaine public routier national sous la dénomination RN 481[2].
- 2014 : mise en service du demi-diffuseur de Mauvernay (no 11), dans le Pays Voironnais, raccordant l'autoroute et la RD 121, évitant désormais aux automobilistes de La Buisse ou de la zone d'activités Centr'Alp de rejoindre les diffuseurs de Rives ou de Voreppe pour rejoindre Lyon ; le diffuseur étant alors orienté uniquement vers Grenoble. Les travaux ont coûté 8 millions d'euros, financés par la société d'autoroutes AREA, le Pays Voironnais et le Conseil général de l'Isère[3].
- 2015 : la section restant à la charge de l'État (Saint-Égrève-nord - Saint-Égrève-sud) est concédée à l'AREA, en même temps que l'A480, en vue de l'élargissement de cette dernière.
- 2020 : mise en service d'une voie réservée aux véhicules à occupation multiple (exemple covoiturage) entre le péage de Voreppe et Saint-Égrève. Cette voie spéciale, qui incite les gens à utiliser le covoiturage pour faire diminuer les bouchons responsables de la pollution de l'air, n'est activée par un opérateur du poste de régulation du trafic routier qu’aux heures de forte affluence (embouteillages) en direction de Grenoble[4],[5],[6].

## Développements
Un projet d'extension de l'autoroute A48 a existé : il aurait relié Bourgoin-Jallieu à Ambérieu-en-Bugey, rejoignant l'A42. Ce segment aurait été long de 50 km et aurait permis d'éviter l'agglomération lyonnaise. Le coût de la réalisation se serait élevé à 722,6 millions d'euros à raison de 15 millions d'euros par kilomètre par décision ministérielle du 30 avril 2002, avec un trafic de 25 000 véhicules par jour à l'horizon 2020,. Au jour de décembre 2013, il est considéré comme mis à l'abandon pour des raisons budgétaires, une décision matérialisée par le non-renouvellement du projet d'intérêt général.

## Evolution de la concession autoroutière
- La première concession est accordée à AREA en 1971[10], et prévoit notamment une rétrocession selon les termes suivants (Article 36) : « La concession prendra fin le 31 décembre de la trente-septième année suivant l'année de la mise en service de la moitié de la longueur de l'autoroute, compte non tenu des sections conditionnelles […]. » ;
- La concession de la section de l'A48 entre Bourgoin-Est et Saint-Égrève est modifiée en 1988 par le deuxième contrat de concession, avec une rétrocession prévue en 2015[11] ;
- Le 7e avenant de 1997 modifie la date de fin de concession de 2015 à 2017[12] ;
- Le 10e avenant du deuxième contrat de concession d'autoroute paru dans le Journal Officiel le 7 novembre 2004 modifie, notamment, la date de rétrocession de 2017 à 2032 (article 36 du contrat de concession)[13].

La vue d'ensemble sur les concessions AREA est détaillée sur la page ad-hoc : AREA_(société_d'autoroutes)#Historique

## Sorties
Section concédée à AREA et payante (sauf entre les sorties 12 à 15).

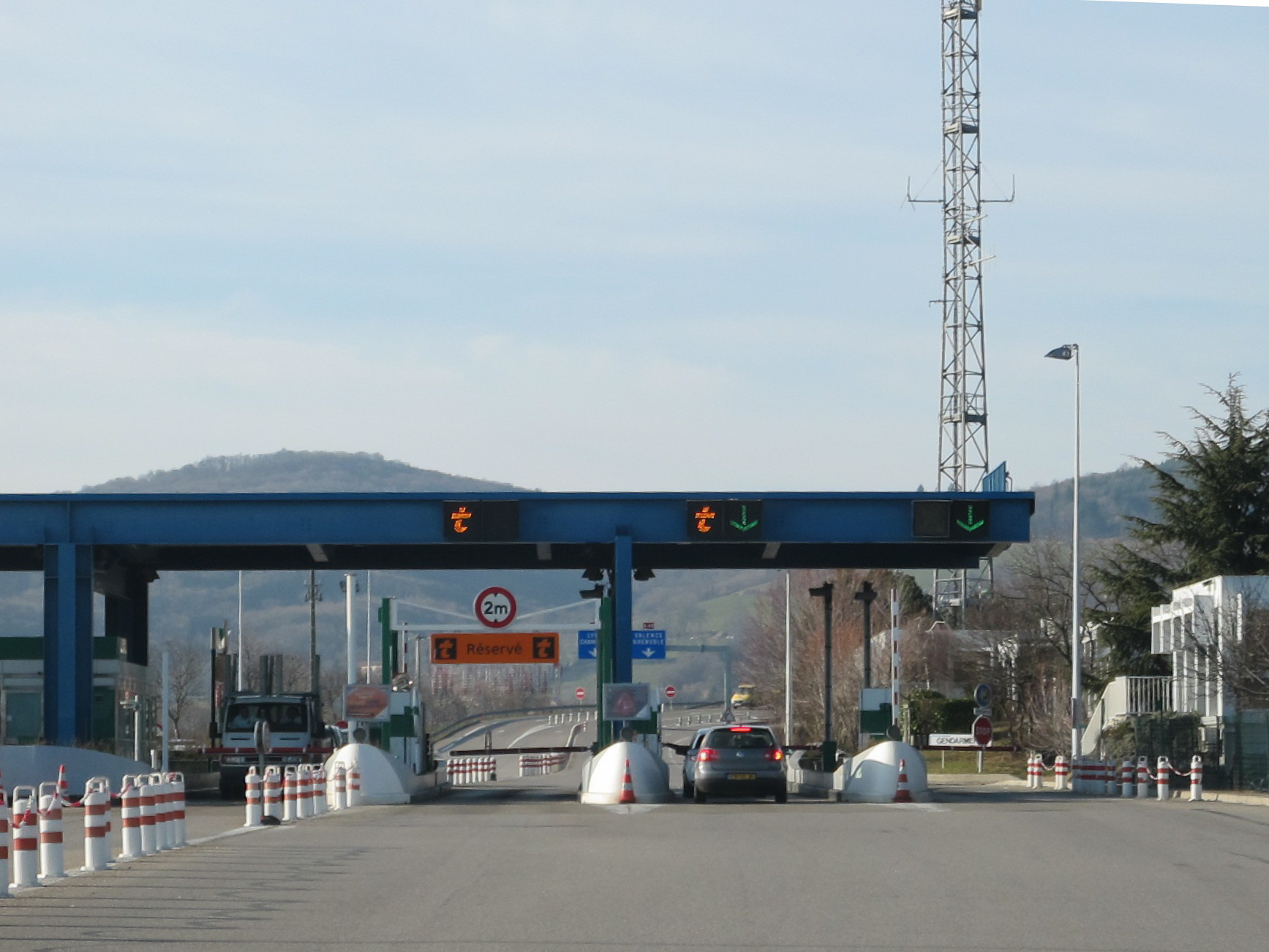
La barrière de péage de Rives.

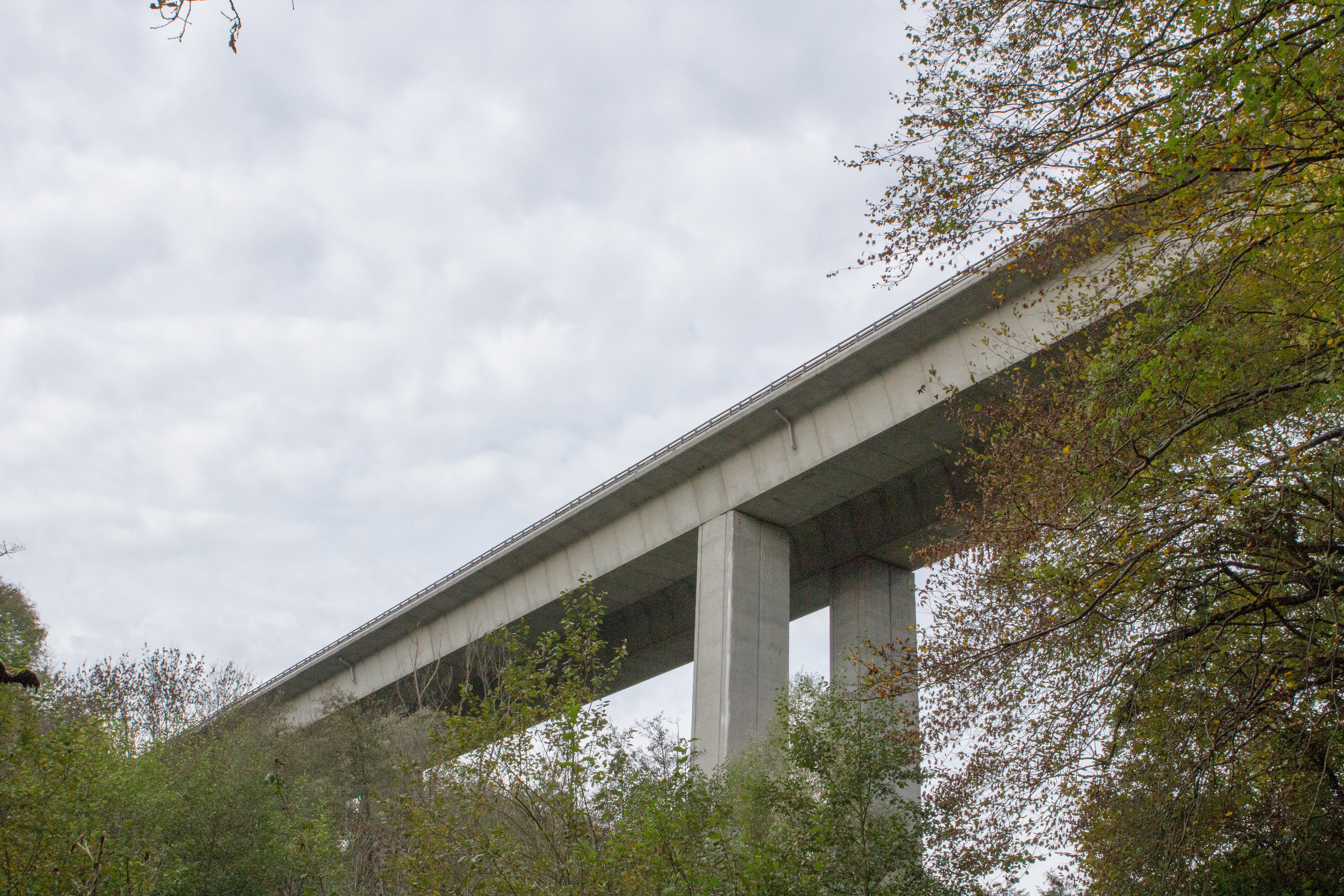
Le viaduc de la Fure.

- Échangeur entre A43 et A48 : Strasbourg (A39), Paris (A6), Bourg-en-Bresse (A42), Lyon, Aéroport de Lyon-Saint-Exupéry, Bourgoin-Jallieu, Genève (A41), Chambéry, La Tour-du-Pin
  -  Aires de repos de Ponteray (sens  Lyon-Grenoble),  de Chanses (sens Grenoble-Lyon)
  -  Aires de repos de Burcin (sens  Lyon-Grenoble),  d'Oyeu (sens Grenoble-Lyon)
- 9 Rives à 27 km : Vienne, Rives, La Côte-Saint-André, Lac de Paladru, Aéroport de Grenoble-Isère
  -  Aires de repos du Châtelard (sens  Lyon-Grenoble),  de Réaumont (sens Grenoble-Lyon)
- 10 Voiron à 36 km : Voiron - Champfeuillet, Les Abrets
- 11 Moirans à 40 km : Coublevie, Moirans, Voreppe, Voiron - centre, Centre'Alp
- Échangeur entre A49 et A48 : Marseille (A7), Valence
- Péage de Voreppe
- 12 Veurey à 45 km : Valence par RD, Voreppe
  -  Aires de service de l'Île Rose (sens Lyon-Grenoble),  de Voreppe (sens Grenoble-Lyon)
- 13 Voreppe à 51 km : Lyon, Voiron par RD, Voreppe (demi-échangeur de et vers Grenoble)
- 14 Saint-Égrève à 52 km : Saint-Égrève - nord, Fontanil-Cornillon, Autrans, Villard-de-Lans
- 15 Saint-Martin-le-Vinoux  Échangeur entre A48 et RN481 : Saint-Martin-le-Vinoux, Grenoble - Bastille, Presqu'Île, Hôpital Nord (demi-échangeur)
- Fin de l'autoroute A48 et continue sur l'autoroute A480 : Grenoble - centre, Rocade Sud, Sisteron (A51), Turin - Milan

## Lieux sensibles
Le principal point sensible de l’autoroute est le col de Rossatière (altitude 573 m), situé au niveau du PK 57. Bien que d'altitude modeste, le col est situé au cœur des Terres Froides, lesquelles sont sujettes à de brusques abats de neige. Par exemple, il est tombé plus d'un mètre de neige du 8 au 13 décembre 1990. L'autoroute passe aussi, quelques kilomètres au sud du col, par la trouée de Colombe, qui, en canalisant les vents, favorise très localement les précipitations. Ces éléments conjugués aux fortes pentes (5 %) de l'autoroute dans le secteur sont sources de situations de blocage.

## Croisements autoroutiers
- A43 (Lyon et Chambéry), 4 km après l'échangeur de Bourgoin-Jallieu à hauteur du point kilométrique 41
- vers A49 (Valence)
- vers A480 (Grenoble centre - Sisteron et Gap/Briançon)

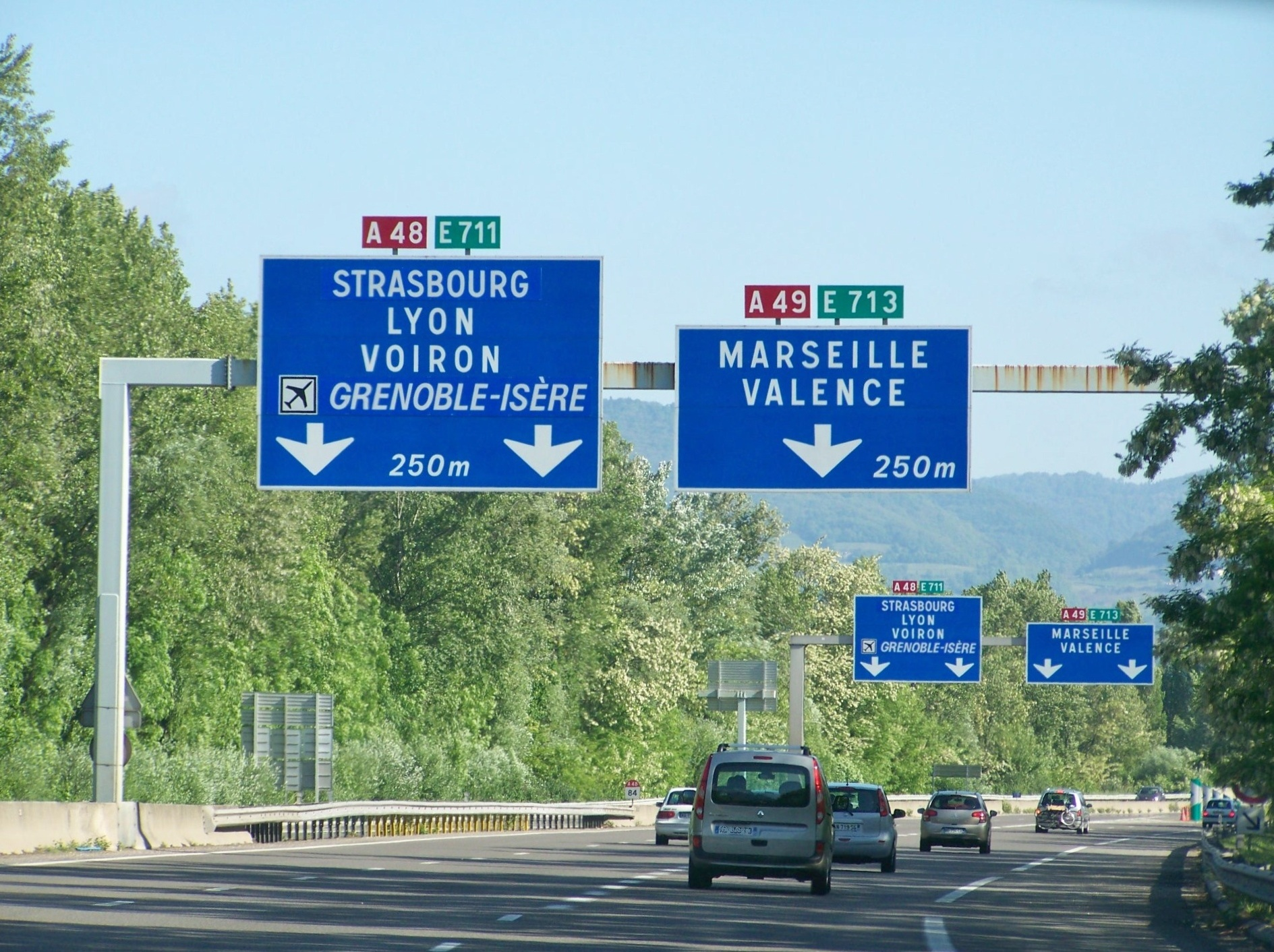
Bifurcation vers l'A49 depuis l'A48 (sens Grenoble - Lyon).
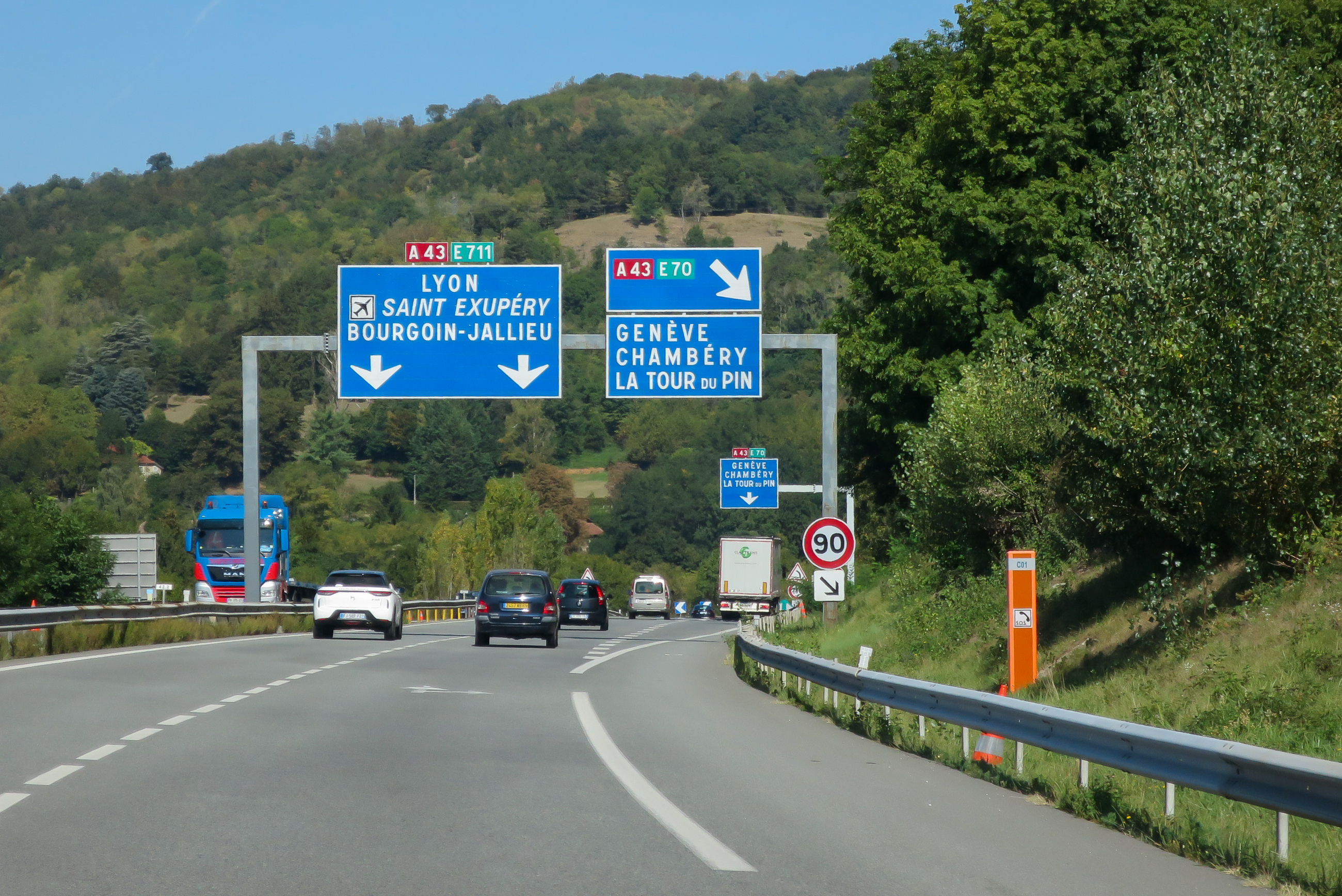
Bifurcation vers l'A43 depuis l'A48 (sens Grenoble - Lyon).
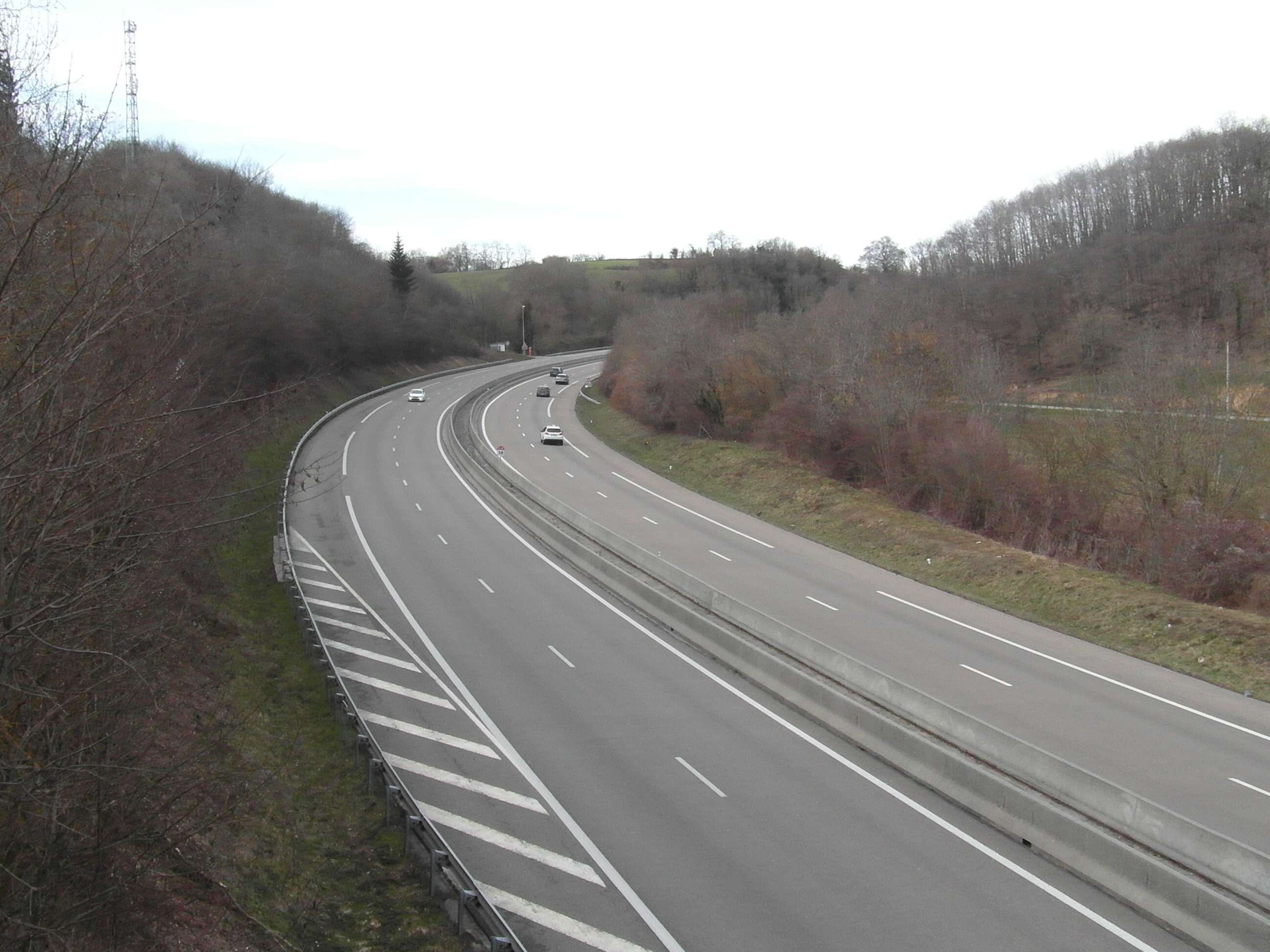
L'A48 près du col de Rossatière (Châbons).
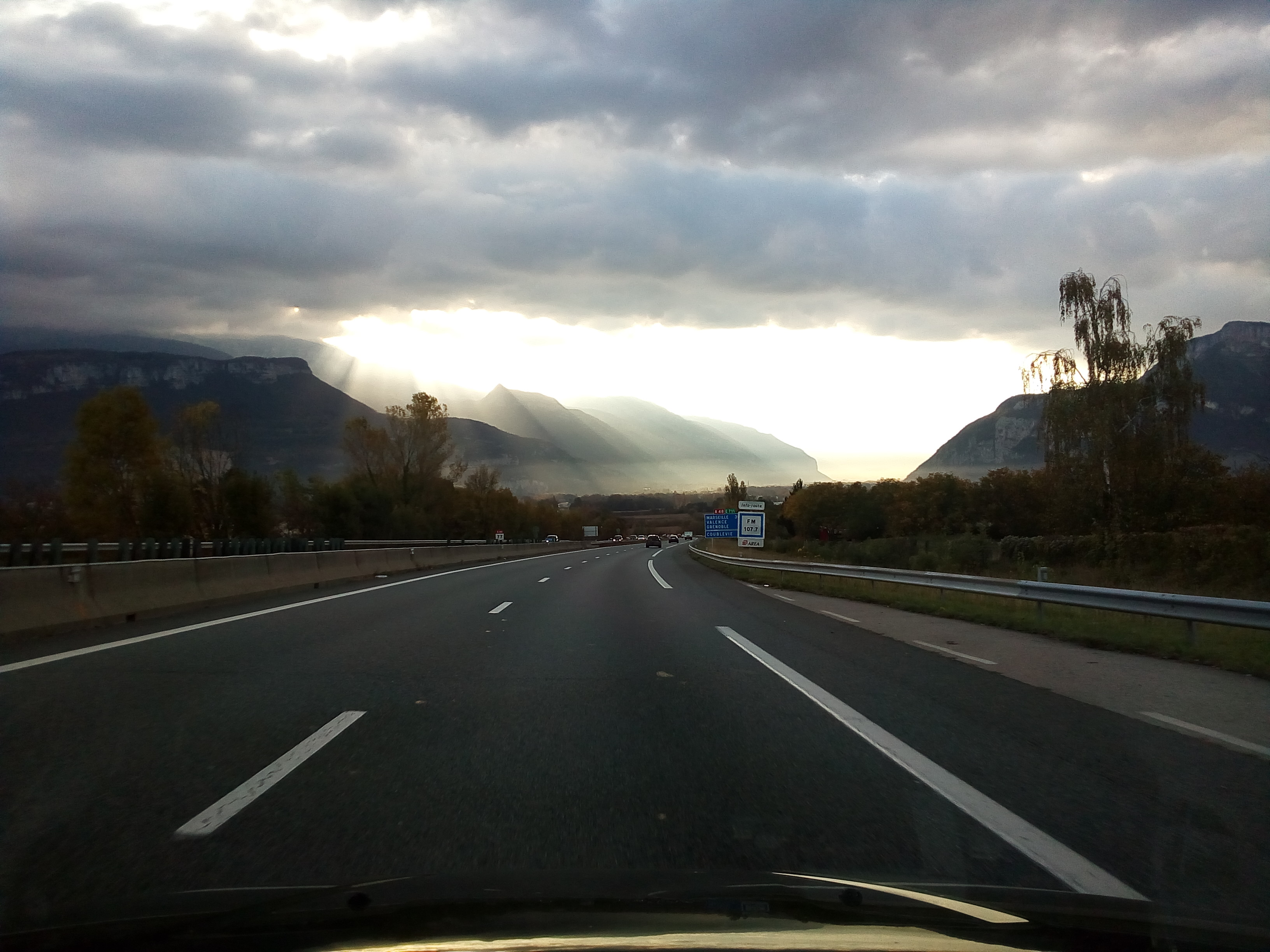
L'A48 vers Voiron en direction de Voreppe et Grenoble.
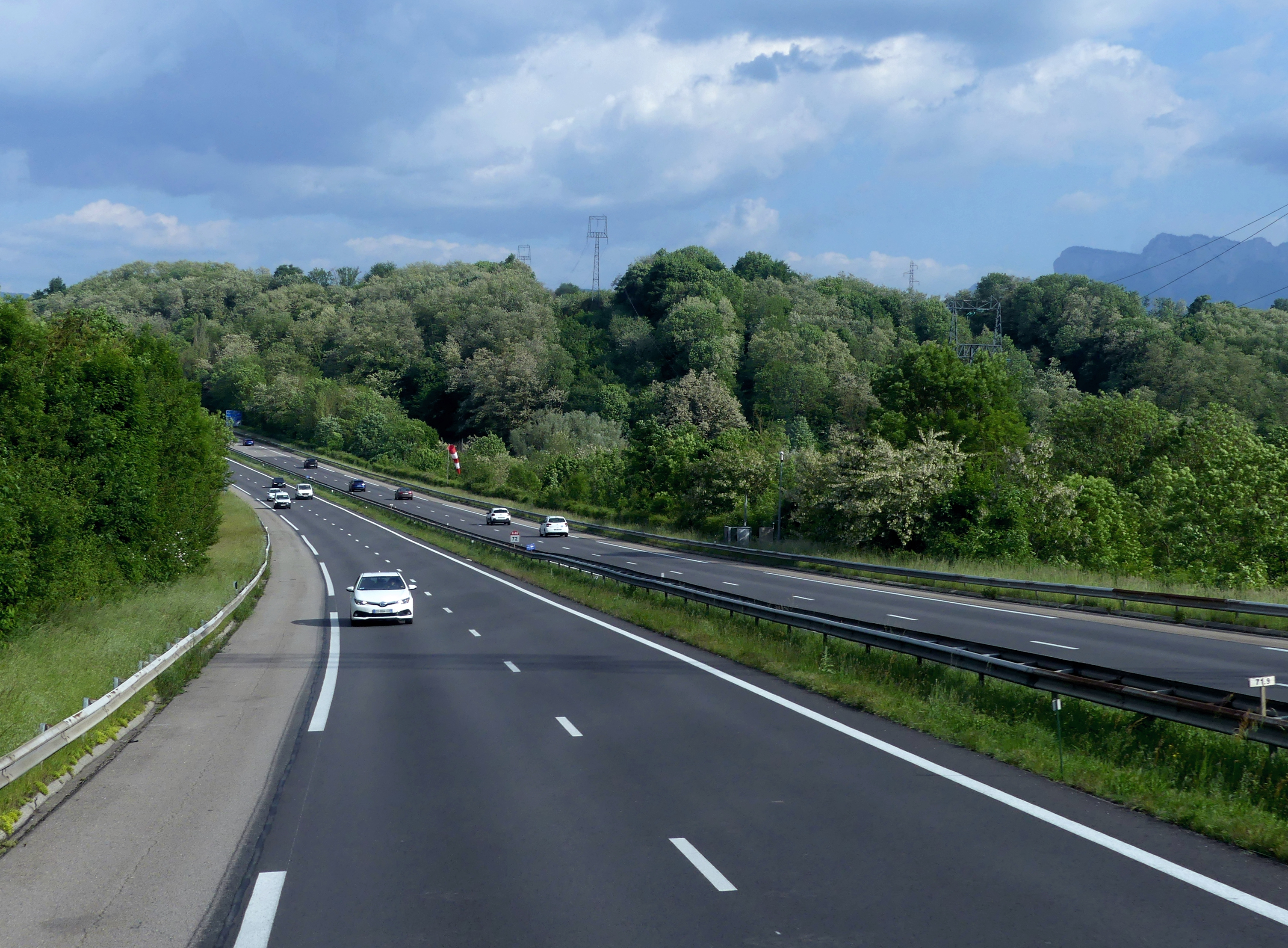
L'A48 à Réaumont en direction de Grenoble.

## Département traversé
L'autoroute A48 traverse uniquement le département de l'Isère selon un axe nord-sud.
La liste suivante répertorie les villes desservies et sites à visiter à proximité d'une sortie autoroutière.
- Bourgoin-Jallieu
- Rives - La Côte-Saint-André
- Voiron - Moirans
- Voreppe
- Saint-Égrève
- Grenoble